# William Gallas
William Éric Gallas (Asnières-sur-Seine, 17. kolovoza 1977.) je bivši francuski nogometaš i bivši reprezentativac. Igra na poziciji centralnog braniča, ali adekvatno može pokriti i pozicije lijevog te desnog beka.

## Rana karijera
Karijeru je započeo u tadašnjem francuskom drugoligašu SM Caenu pomogavši im 1996. da se plasiraju u prvu ligu. Godinu dana kasnije ostvario je transfer u Olympique Marseille. Tamo se je zadržao 4 sezone igrajući, između ostalih, i s Robertom Piresom. Igrajući za Marseille debitirao je u Ligi prvaka.

### Chelsea FC
Claudio Ranieri, menadžer engleskog prvoligaša Chelseaja, odlučio ga je dovesti u svibnju 2001., a za taj transfer Marseilleu je isplaćeno šest milijuna funti.
Za vrijeme igranja u Chelseaju razvio je izvanredno partnerstvo na stoperskim pozicijama s Johnom Terryjem, čega je dokaz 16 uzastopnih utakmica bez primljenog zgoditka. Bio je dio momčadi koja je osvojila dvije prvenstvene titule i Liga kup pod vodstvom Josea Mourinha.
Nakon SP-a 2006. Gallas je odbio odlazak na Chelseajevu predsezonsku turneju po SAD-u zbog umora nakon završenog prvenstva. Kao svojevrsna kazna, njegov broj 13 preuzeo je novopridošli Michael Ballack, što je naznačilo da je njegova budućnost na Stamford Bridgeu vrlo upitna.

### Arsenal FC
Arsène Wenger je bio zainteresiran za njegove usluge, pa je Gallas 1. rujna 2006. prešao u redove Arsenala, a u suprotnom smjeru kao dio transfera otišao je Ashley Cole. Chelsea je još dodatno isplatio 5 milijuna funti. Potpisao je ugovor na četiri godine i dobio dres s brojem 10, kojeg je donedavno nosio Dennis Bergkamp. Arsene Wenger je tu neobičnu odluku opravdao činjenicom da bi napadač s tim brojem na leđima patio zbog usporedbi s legendardnim Arsenalovim napadačem, stoga je pomislio da bi idealno rješenje bilo desetku dati braniču.
Debi je imao 9. listopada 2006. u prvenstvenoj utakmici protiv Middlesbrougha koja je završila rezultatom 1:1, a prvi zgoditak postigao je protiv Sheffield Uniteda 23. listopada 2006.
Ulogu kapetana preuzeo je 9. kolovoza prošle godine na samom početku nove sezone. Kao zamjenske kapetane Wenger je odabrao Kolo Tourea i Gilberta Silvu. Tri dana kasnije odigrao je prvu utakmicu s kapetanskom vrpcom na ruci u pobjedi 2:1 nad Fulhamom.
Postigao je i nekoliko ključnih zgoditaka; jedan u 2:0 pobjedi nad Wiganom, a drugi u 2:2 remiju protiv Manchestera Uniteda u posljednjim minutama utakmice. Vjerojatno najdraži pogodak bio mu je onaj koji je zabio 16. prosinca 2007. godine u derbiju protiv svog bivšeg kluba, nakon katastrofalne pogreške protivničkog vratara Petra Čecha.
Nakon što je izabran za kapetana, zamijećen je ogromni napredak u njegovom ponašanju kako na terenu, tako i van terena, pa je u vrlo kratkom razdoblju postao jedan od miljenika navijača Arsenala.

## Reprezentativna karijera
Igrajući za selekciju do 18 godina osvojio je Europsko prvenstvo. Također je bio član U-20 momčadi koja je sudjelovala na SP-u 1997.
Danas je regularan član A selekcije kojoj je izbornik Raymond Domenech. Debi je imao 12. listopada 2002. u 5:0 pobjedi nad Slovenijom u kvalifikacijskoj utakmici za Euro 2004.
Bio je važna karika momčadi koja je došla do finala SP-a 2006. u Njemačkoj.
Pedeseti nastup za nacionalnu momčad zabilježio je 6. rujna 2006. u 3:1 pobjedi nad Italijom u sklopu kvalifikacija za Euro 2008.